# Ruskiakari (klippa)
Ruskiakari är en ö i Finland. Den ligger i Finska viken och i kommunen Fredrikshamn i den ekonomiska regionen  Kotka-Fredrikshamn i landskapet Kymmenedalen, i den södra delen av landet. Ön ligger omkring 23 kilometer sydöst om Kotka och omkring 130 kilometer öster om Helsingfors.
Öns area är 1 hektar och dess största längd är 200 meter i nord-sydlig riktning.